# Anagyrus pergandei
Anagyrus pergandei är en stekelart som beskrevs av Dang och Wang 2002. Anagyrus pergandei ingår i släktet Anagyrus och familjen sköldlussteklar. Inga underarter finns listade i Catalogue of Life.